# حوزه انتخابیه خدابنده
حوزهٔ انتخاباتی خدابنده یکی از ۴ حوزه از حوزه‌های استان زنجان برای انتخابات مجلس شورای اسلامی است. این حوزه به مرکزیت خدابنده، ۱ نماینده دارد.

## نمایندهدوره یازدهم
سید البرز حسینی

## پی‌نوشت و منبع
- «جدول حوزه‌های انتخابیه در انتخابات دهمین دورهٔ مجلس شورای اسلامی» (PDF). مرکز پژوهش و سنجش افکار صدا و سیما. بایگانی‌شده از اصلی (PDF) در ۵ اكتبر ۲۰۱۸. دریافت‌شده در ۲۶ ژوئن ۲۰۱۶. تاریخ وارد شده در |archive-date= را بررسی کنید (کمک)